# Omeo
Omeo é uma cidade em Vitória, Austrália, na Great Alpine Road, a leste do Monte Hotham, no Condado de East Gippsland. No censo de 2016, Omeo tinha uma população de 406.